# Gabriel Ibitoye
Gabriel Oluwatimilehin Kayode Ibitoye (Londra, 5 marzo 1998) è un rugbista inglese, tre quarti ala del Bristol.

## Biografia
Originario del quartiere londinese di Lambeth, intraprese l'istruzione secondaria a Croydon, dove aveva vinto una borsa di studio grazie alle sue capacità calcistiche (tifoso dell'Arsenal, aveva Thierry Henry tra le sue ispirazioni); tuttavia si orientò presto al rugby e, a 13 anni, entrò nelle giovanili dell'Harlequins nella cui prima squadra esordì nel 2017 dopo un passaggio in prestito a Esher e una finale persa del mondiale di categoria con l'Inghilterra U-20.
Dopo tre stagioni a Londra, l'ultima delle quali frazionata a causa della pandemia di COVID-19, Ibitoye firmò un contratto in Francia con l'Agen; dopo solo sei mesi, tuttavia, il club liberò il giocatore e gli permise di accasarsi presso Montpellier come rimpiazzo sanitario dell'infortunato Handré Pollard.
A settembre 2021 lasciò la Francia per un contratto professionistico in Israele con il Tel Aviv Heat, franchise militante in Rugby Europe Super Cup; dopo solo una stagione tornò in Inghilterra al Bristol.
Nella stagione 2024-25 ha guidato Bristol fino alla semifinale per il titolo e ha condiviso con Ollie Hassell-Collins la testa della classifica marcatori di Premiership con 13 mete; nonostante il combinato punti / assist per gara ne facciano il tre quarti ala più efficiente di stagione tra tutti i maggiori campionati d'Europa, a tutto giugno 2025 non è stato mai convocato per la nazionale inglese maggiore.